# Безумец (фильм, 1970)
«Безумец» (фр. Le fou) — кинофильм режиссёра Клода Горетты, вышедший на экраны в 1970 году.

## Сюжет
Жорж Плон — добропорядочный гражданин и семьянин, живущий размеренной жизнью с женой-инвалидом и ни во что не вмешивающийся. Уже 22 года он работает в компании, но практически ни с кем не общается и ничего не знает о своих сотрудниках. Однажды ему становится плохо на рабочем месте, и врач запрещает ему трудиться. Досрочный выход на пенсию становится шоком для Жоржа, поскольку накопленных денег не хватит на небольшой загородный домик, о котором они мечтали с супругой. Желая как-то увеличить свой капитал, они вкладывают все средства в акции некоего сомнительного предприятия в Латинской Америке. Через год, когда становится известно, что дело прогорело, Жорж принимается слоняться по улицам, чтобы не общаться с ничего не знающей женой. Один случай наводит его на мысль о краже, и он продумывает и проводит серию ограблений богатых домов. Постепенно поступки Жоржа становятся всё более сомнительными, что приводит к трагической развязке.

## В ролях
- Франсуа Симон — Жорж Плон
- Камиль Фурнье — Жанна Плон, жена Жоржа
- Арнольд Вальтер — Ален Бурнье
- Пьер Валькер — директор
- Андре Нёри — полицейский инспектор
- Жан Клодио — бизнес-агент
- Дешко Янич — врач
- Фредерик Майнингер — Симона
- Марион Шалю — Жозетта
- Жан-Люк Бидо — Жан-Люк